# Igreja de Nossa Senhora do Rosário (Resende Costa)
A Igreja de Nossa Senhora do Rosário é um templo católico localizado na cidade mineira de Resende Costa. A capela primitiva foi construída na segunda metade do século XIX, possuindo um cemitério em seu adro, mais tarde desativado com a construção do cemitério paroquial. O prédio atual é o terceiro existente no local.